# Maschinenbau- und Metall-Berufsgenossenschaft

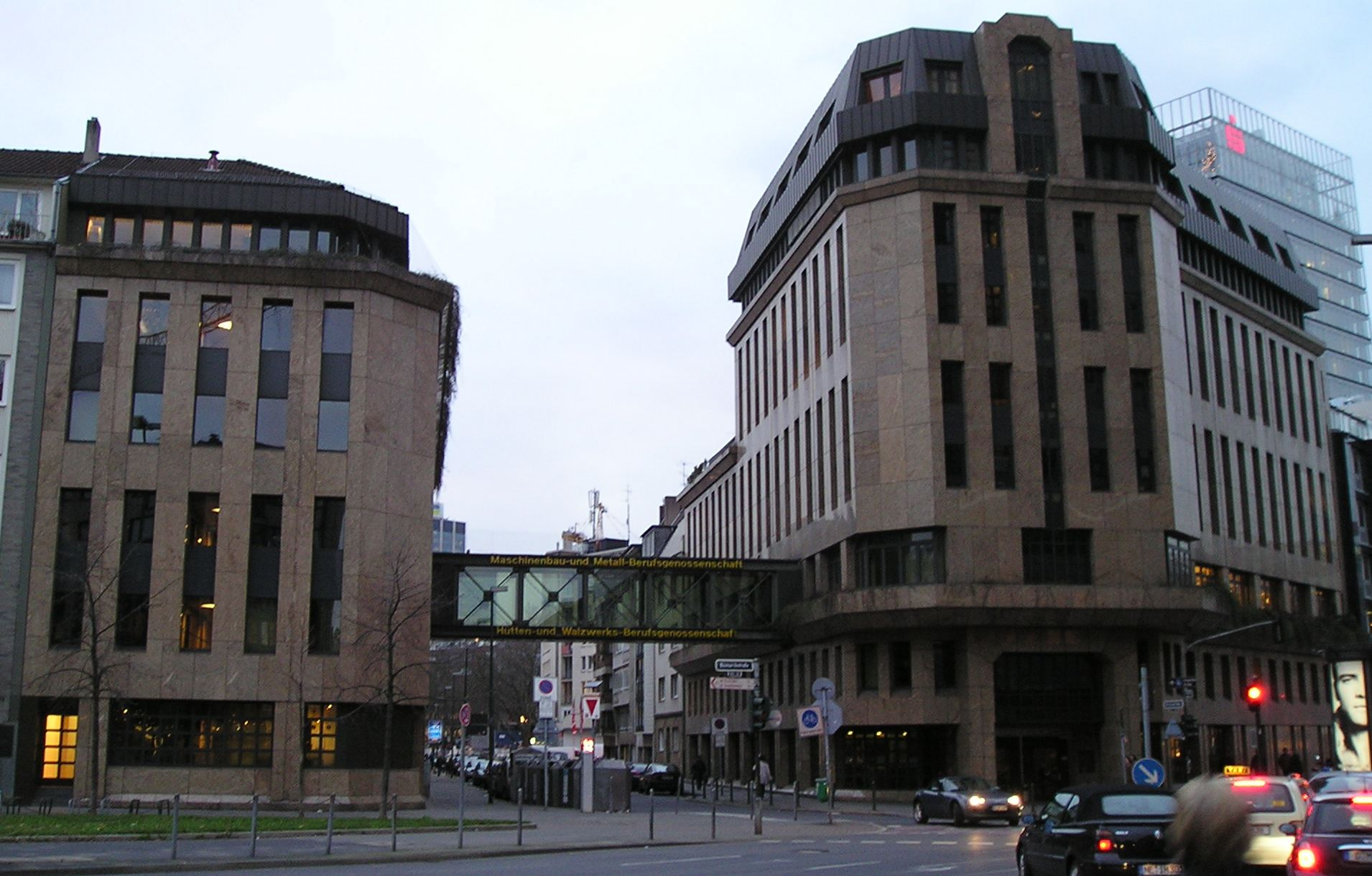
Hauptverwaltung in Düsseldorf

Die Maschinenbau- und Metall-Berufsgenossenschaft (MMBG) war eine gewerbliche Berufsgenossenschaft und war Träger der gesetzlichen Unfallversicherung. Sie bildete von 1994 bis 2010 zusammen mit der Hütten- und Walzwerks-Berufsgenossenschaft (HWBG) eine Verwaltungsgemeinschaft, deren Hauptverwaltung in Düsseldorf angesiedelt war.
Die MMBG versicherte, beaufsichtigte und beriet Unternehmen, die Metalle bearbeiten, weiter verarbeiten und Produkte aus Metall herstellen. Hierzu zählen Kfz-Hersteller ebenso wie Kfz-Werkstätten, Maschinenbaubetriebe genauso wie Schraubenhersteller und Stahlbauunternehmen. Sie bot ihren Mitgliedsbetrieben zudem ein umfangreiches Seminarprogramm an.
Die örtliche Zuständigkeit der MMBG erstreckte sich auf die Länder Nordrhein-Westfalen (ohne den Kreis Lippe), Rheinland-Pfalz (nur die ehemaligen Regierungsbezirke und Trier), Sachsen-Anhalt und Sachsen (ohne den früheren Bezirk Chemnitz).
Zur Betreuung ihrer Mitglieder und Versicherten unterhielt die MMBG neben der Haupt- und Bezirksverwaltung Düsseldorf weitere Bezirksverwaltungen in Dessau, Dortmund und Köln, sowie eine Geschäftsstelle in Dresden.
Ihren Beratungsauftrag erfüllte die MMBG mittels spezieller Expertengruppen für verschiedene Bereiche der Metallbranche.
Die MMBG gehörte neben der Hütten- und Walzwerks-Berufsgenossenschaft und der Berufsgenossenschaft Metall Nord Süd (BGM) der Vereinigung der Metall-Berufsgenossenschaften (VMBG) an. 
Zum 1. Januar 2011 hat die MMBG mit der Hütten- und Walzwerks-Berufsgenossenschaft, der Berufsgenossenschaft Metall Nord Süd und der Holz-Berufsgenossenschaft zur Berufsgenossenschaft Holz und Metall (BGHM) fusioniert.